# Міста Автономної Республіки Крим

Автономна Республіка Крим на карті України

До складу АР Крим входять 17 міст. Найбільшим за населенням є Сімферополь з населенням у 338 319 особи за даними Державної служби статистики України від 1 січня 2014 року.
Отримати статус міста в України мають право населені пункти, які мають населення понад 10 000 осіб. Цей статус мають чимало міст, які не задовольняють цій вимозі, виходячи з їхнього історичного, економічного або географічного значення. До міської території часто входять прилеглі поселення, які становлять з ним єдину соціальну, економічну та історичну спільність.
У списку показані міста та містечка Автономної Республіки Крим, офіційні назви українською та кримськотатарською (якщо присутні) мовами, їхня площа, населення, район, географічні координати адміністративних центрів, мовний склад (зазначені мови, що становлять понад 1% від населення за даними Всеукраїнського перепису населення 2001 року), положення на карті республіки. 

## Список міст і містечок

### Міста
| Назва                  | Зображення | Площа (км²) | Населення (за роками перепису та державної статистики) | Населення (за роками перепису та державної статистики) | Район                  | Рідна мова (2001)                                                | Карта |
| Назва                  | Зображення | Площа (км²) | 2001                                                   | 2014                                                   | Район                  | Рідна мова (2001)                                                | Карта |
| ---------------------- | ---------- | ----------- | ------------------------------------------------------ | ------------------------------------------------------ | ---------------------- | ---------------------------------------------------------------- | --- |
| АлупкаAlupka           |            | 4           | 8745                                                   | 8528                                                   | Ялтинський район       | українська — 9.51% російська — 86.46% кримськотатарська — 1.27%  | 44°25′18″ пн. ш. 34°02′50″ сх. д. / 44.42167° пн. ш. 34.04722° сх. д.Алупка/AlupkaАлупка/Alupka (Автономна Республіка Крим)                     |
| АлуштаAluşta           |            | 6.983       | 29781                                                  | 28295                                                  | Ялтинський район       | українська — 9.40% російська — 87.95% кримськотатарська — 1.57%  | 44°40′09″ пн. ш. 34°24′11″ сх. д. / 44.66917° пн. ш. 34.40306° сх. д.Алушта/AluştaАлушта/Aluşta (Автономна Республіка Крим)                     |
| АрмянськErmeni Bazar   |            | 16.2        | 24508                                                  | 22286                                                  | Перекопський район     | українська — 16.70% російська — 80.59% кримськотатарська — 1.72% | 46°06′41″ пн. ш. 33°41′30″ сх. д. / 46.11139° пн. ш. 33.69167° сх. д.Армянськ/Ermeni BazarАрмянськ/Ermeni Bazar (Автономна Республіка Крим)     |
| БахчисарайBağçasaray   |            | 29.285      | 26700                                                  | 26651                                                  | Бахчисарайський район  | українська — 6.24% російська — 75.53% кримськотатарська — 16.81% | 44°45′00″ пн. ш. 33°52′00″ сх. д. / 44.75000° пн. ш. 33.86667° сх. д.Бахчисарай/BağçasarayБахчисарай/Bağçasaray (Автономна Республіка Крим)     |
| БілогірськQarasuvbazar |            | 5.42        | 18420                                                  | 18252                                                  | Білогірський район     | українська — 7.48% російська — 62.77% кримськотатарська — 27.62% | 45°03′26″ пн. ш. 34°36′00″ сх. д. / 45.05722° пн. ш. 34.60000° сх. д.Білогірськ/QarasuvbazarБілогірськ/Qarasuvbazar (Автономна Республіка Крим) |
| ДжанкойCanköy          |            | 26          | 42861                                                  | 35693                                                  | Джанкойський район     | українська — 7.60% російська — 83.14% кримськотатарська — 7.13%  | 45°42′34″ пн. ш. 34°23′36″ сх. д. / 45.70944° пн. ш. 34.39333° сх. д.Джанкой/CanköyДжанкой/Canköy (Автономна Республіка Крим)                   |
| ЄвпаторіяKezlev        |            | 222.7       | 103244                                                 | 107040                                                 | Євпаторійський район   | українська — 7.94% російська — 83.64% кримськотатарська — 7.24%  | 45°12′00″ пн. ш. 33°22′00″ сх. д. / 45.20000° пн. ш. 33.36667° сх. д.Євпаторія/KezlevЄвпаторія/Kezlev (Автономна Республіка Крим)               |
| Інкерманİnkerman       |            | 2           | 10452                                                  | 12028                                                  | Бахчисарайський район  | українська — 5.23% російська — 91.17%                            | 44°36′49″ пн. ш. 33°36′36″ сх. д. / 44.61361° пн. ш. 33.61000° сх. д.Інкерман/İnkermanІнкерман/İnkerman (Автономна Республіка Крим)             |
| КерчKeriç              |            | 108         | 158165                                                 | 144626                                                 | Керченський район      | українська — 5.27% російська — 91.34%                            | 45°21′00″ пн. ш. 36°28′00″ сх. д. / 45.35000° пн. ш. 36.46667° сх. д.Керч/KeriçКерч/Keriç (Автономна Республіка Крим)                           |
| СакиSaq                |            | 28.74       | 28522                                                  | 23391                                                  | Євпаторійський район   | українська — 8.87% російська — 84.26% кримськотатарська — 5.27%  | 45°08′00″ пн. ш. 33°36′00″ сх. д. / 45.13333° пн. ш. 33.60000° сх. д.Саки/SaqСаки/Saq (Автономна Республіка Крим)                               |
| СімферопольAqmescit    |            | 107.41      | 338038                                                 | 338319                                                 | Сімферопольський район | українська — 6.24% російська — 85.57% кримськотатарська — 6.81%  | 44°57′00″ пн. ш. 34°06′00″ сх. д. / 44.95000° пн. ш. 34.10000° сх. д.Сімферополь/AqmescitСімферополь/Aqmescit (Автономна Республіка Крим)       |
| Старий КримEski Qırım  |            | 9.97        | 9960                                                   | 9478                                                   | Феодосійський район    | українська — 5.24% російська — 62.10% кримськотатарська — 25.82% | 45°01′45″ пн. ш. 35°05′08″ сх. д. / 45.02917° пн. ш. 35.08556° сх. д.Старий Крим/Eski QırımСтарий Крим/Eski Qırım (Автономна Республіка Крим)   |
| СудакSudaq             |            | 14.294      | 15050                                                  | 15532                                                  | Феодосійський район    | українська — 9.18% російська — 77.81% кримськотатарська — 9.74%  | 44°51′00″ пн. ш. 34°58′00″ сх. д. / 44.85000° пн. ш. 34.96667° сх. д.Судак/SudaqСудак/Sudaq (Автономна Республіка Крим)                         |
| ФеодосіяKefe           |            | 35          | 73857                                                  | 69040                                                  | Феодосійський район    | українська — 7.45% російська — 90.32% кримськотатарська — 1.7%   | 45°02′56″ пн. ш. 35°22′45″ сх. д. / 45.04889° пн. ш. 35.37917° сх. д.Феодосія/KefeФеодосія/Kefe (Автономна Республіка Крим)                     |
| ЩолкінеŞçolkine        |            | 3.42        | 11677                                                  | 11169                                                  | Керченський район      | українська — 9.26% російська — 76.89%                            | 45°25′39″ пн. ш. 35°48′55″ сх. д. / 45.42750° пн. ш. 35.81528° сх. д.Щолкіне/ŞçolkineЩолкіне/Şçolkine (Автономна Республіка Крим)               |
| ЯлтаYalta              |            | 28.29       | 80552                                                  | 78200                                                  | Ялтинський район       | українська — 8.91% російська — 88.11% кримськотатарська — 1.9%   | 44°29′56″ пн. ш. 34°10′11″ сх. д. / 44.49889° пн. ш. 34.16972° сх. д.Ялта/YaltaЯлта/Yalta (Автономна Республіка Крим)                           |
| Яни КапуYañı Qapu      |            | 22.42       | 30902                                                  | 29672                                                  | Перекопський район     | українська — 16.48% російська — 79.62% кримськотатарська — 2.63% | 45°57′15″ пн. ш. 33°47′31″ сх. д. / 45.95417° пн. ш. 33.79194° сх. д.Яни Капу/Yañı QapuЯни Капу/Yañı Qapu (Автономна Республіка Крим)           |